# オーバークール
オーバークールとは、内燃機関などに用いられる用語で、オーバーヒートとは逆の過冷却状態の事。それによる機器の不具合が起こった際にも用いられる。

## 自動車
原則として、適切に設計された空冷エンジンにおいては発生しない。本現象は主として、水冷エンジンにおいて発生する。
水冷エンジンは、稼働中に発生する熱を冷却水の循環により排出しているが、冷間始動など、エンジンが適切な温度にまで温まっていない場合には、冷却水の経路からラジエーターを外し、エンジン内でのみ循環させて素早くエンジンを温め、熱膨張によってエンジン内の可動部品を適切な寸法とし、燃焼状態も最適化するような仕組みに設計されている。
しかし、本現象により適切な加温ができない場合は、エンジンストールやアイドリングの不調などの運転性の悪化に始まり、可動部品の寸法が適切とならないことによる部品の早期摩耗をきたす。燃料供給が燃料噴射式の場合、エンジン制御コンピュータが冷間始動と判断して燃料を増量し続けるため、運転性の悪化（ATでは飛び出し事故などの危険）や燃料消費の増大など、多岐にわたる不具合が発生する。
また、本現象により冷却水温度が上昇しない場合、車内の暖房装置やデフロスター(熱源として、温まった冷却水を使用する構造のもの)も適切に機能しないため、運転者の快適な運転環境を妨げる事になる。
主な原因として、以下が考えられる。
- 設定温度以下でラジエーター側へ冷却水が流れている。 - サーモスタットが寿命や不具合で開いたままになっている場合や、誤って開弁温度の低いものを組み込んでいる場合など。
- エンジン回転数が低い。
- 自動車の使用推奨環境を守っていない。

予防策としては、寒冷地等ではエンジン回転数を高めに保つ、サーモスタット、冷却液等を使用環境にあったものに交換する、万が一起きてしまったらラジエーターをダンボールなど厚めの紙で半分ほど覆うなどである。逆の現象であるオーバーヒートとは違い、ただちに運転を取りやめて修理を行うことは原則として必要ない。

## 航空機

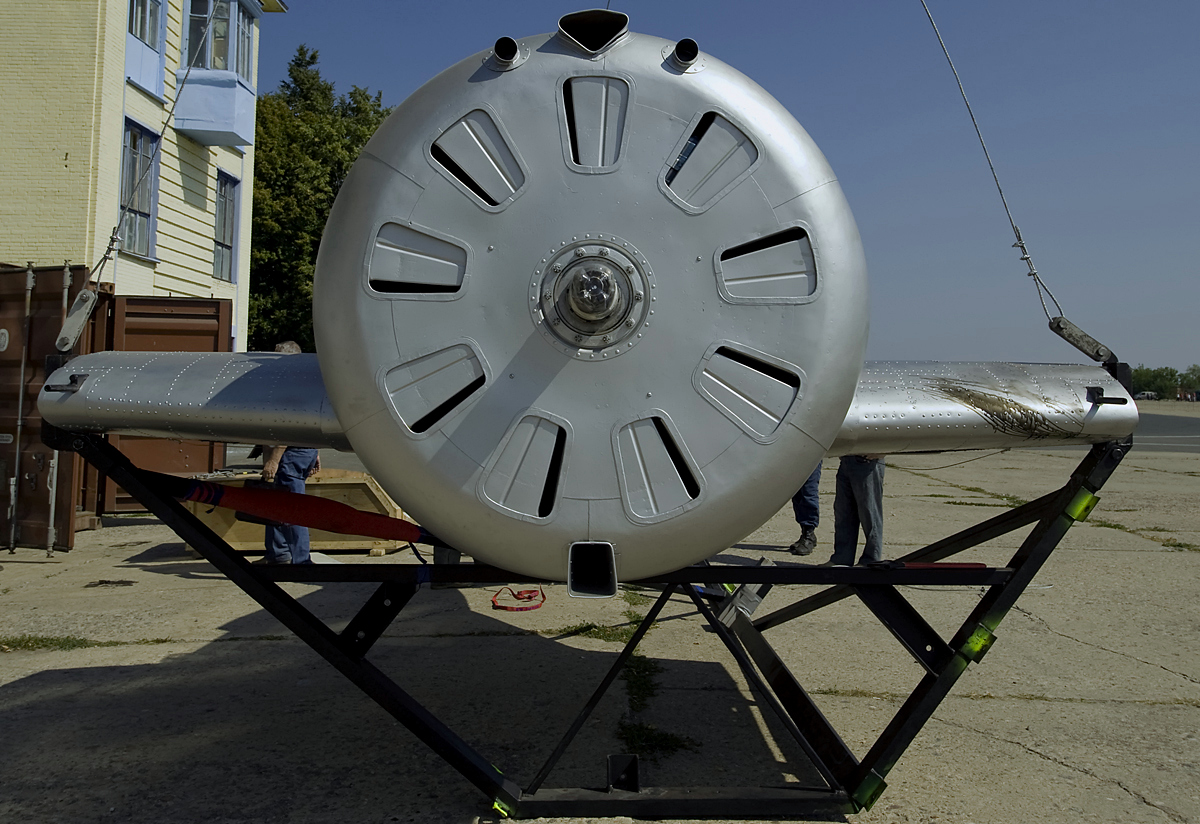
カウリングのシャッターを閉じたI-16

航空用エンジンの中でも空冷の星型エンジンは、高高度で飛行する際に冷えた空気が過剰に流入してオーバークールを起こすことがあり、カウリング後方に冷却調節用のカウルフラップを設けることもある。

極寒冷地では地上の空気が非常に低温なため、エンジンを始動してプロペラの後流がエンジンに当たるとオーバークールを起こし、離陸できないことがある。ソ連では対策としてカウリング前面にシャッターを設けた機体（I-15、I-16など）を導入していた。